# 絲鰭寬尾鱗魨
絲鰭寬尾鱗魨為輻鰭魚綱魨形目鱗魨亞目鱗魨科的其中一種，分布於印度西太平洋區，從日本琉球群島至澳洲北部、新喀里多尼亞海域，棲息深度61-180公尺，本魚體橢圓且側扁，尾鰭上下葉延長呈絲狀，背鰭硬棘部深棕色，背部黑褐色，體具淡藍色斑點或黃色網狀紋，頰部有棕色或綠色色調，背鰭硬棘3枚，背鰭軟條25-27枚，臀鰭軟條22-25枚，體長可達32.5公分，生活習性不明。